# Lophospingus pusillus
Lophospingus pusillus е вид птица от семейство Овесаркови (Emberizidae).

## Разпространение
Видът е разпространен в Аржентина, Боливия и Парагвай.